# Juris Upatnieks
 (avril 2019).
Si vous disposez d'ouvrages ou d'articles de référence ou si vous connaissez des sites web de qualité traitant du thème abordé ici, merci de compléter l'article en donnant les références utiles à sa vérifiabilité et en les liant à la section « Notes et références ».
Juris Upatnieks, né le 7 mai 1936 à Riga (Lettonie), est un physicien et inventeur letton-américain, pionnier dans le domaine de l'holographie.